# Serge Vandercam
Serge Vandercam (Kopenhagen, 1924 - Waver, 10 maart 2005) was een Belgische kunstschilder, fotograaf, dichter, keramist en beeldhouwer.
Vandercam werd in Kopenhagen geboren, maar had de Belgische nationaliteit. In 1949 werd hij lid van de kunstbeweging de Cobra, waar hij zich voornamelijk bezighield met abstracte fotografie. Hij werkte mee aan de grote Cobra tentoonstelling in 1951 te Luik.
Na zijn periode bij Cobra begon Vandercam in de jaren 50 met het maken van abstract expressionistisch werk. Ook maakte hij enkele films en hield hij zich bezig met keramiek en beeldhouwen, waarbij hij eerst in hout werkte en later op steen overging.
In 1956 kreeg Vandercam de Prijs voor de Jonge Belgische Schilderkunst en in 1958 ontving hij op het Festival van Antwerpen de eerste prijs voor zijn film Un autre Monde. In de jaren 60 woonde hij een korte tijd in Italië.
In 1997 won hij de Sabam-prijs voor Plastische Kunsten.

## Enkele werken
- Bas-reliëf, hout[1]
- Volcan[2]
- La Reine de la nuit, keramiek, 1992[3]
- Céramique émaillée d'or, keramiek, 1968[4]

- Bibsys: 90658202
- Bibliothèque nationale de France: cb127055843 (data)
- Gemeinsame Normdatei: 122169263
- International Standard Name Identifier: 0000 0000 7834 9393
- Library of Congress Control Number: n87112361
- Nationale Bibliotheek van Israël: 987007456395705171
- Nederlandse Thesaurus van Auteursnamen: 239663209
- PIC: 314292
- RKD-Nederlands Instituut voor Kunstgeschiedenis: 79364
- SNAC: w6543rtr
- Système universitaire de documentation: 068537522
- Union List of Artist Names: 500104451
- Virtual International Authority File: 79127439
- WorldCat: E39PBJhCM76MKTWq8B4ycQqxXd